# Jean Nussbaum
Le docteur Jean Nussbaum (24 novembre 1888 - 29 octobre 1967) est un médecin franco-suisse adventiste qui fut un grand défenseur de la liberté religieuse et un promoteur des huit lois de la santé. Il fonda l'Association Internationale pour la Défense de la Liberté Religieuse (AIDLR) et la revue Conscience et liberté.

## Biographie
Jean Naussbaum naquit à La Chaux-de-Fonds, en Suisse, le 24 novembre 1888. Son père, Tell Nussbaum, était un pasteur de l'Église adventiste du septième jour. Après des études à la faculté de médecine de Montpellier, Jean Nussbaum devint médecin à Chamonix. Quand la Première Guerre mondiale éclata, il se porta volontaire vers la fin de 1914 pour exercer en Serbie, durement touchée par une épidémie de typhus. Affecté à l'hôpital de Niš, il rencontra une jeune infirmière serbe, Milanka Zaritch, qui lui servit d'interprète, et qui prit peu après la direction de l'hôpital.
À l'automne 1915, ils se marièrent. Milanka Zaritch était la nièce de Voyislav Marinkovic, le Premier ministre de la Serbie. Ce lien familial introduisit Jean Nussbaum dans les milieux diplomatiques et internationaux. Après avoir regagné la Suisse, puis la France avec sa femme, il ouvrit un cabinet médical au Havre. Quinze ans plus tard, en 1931, il s'installa à Paris où il demeura jusqu'à sa mort, en 1967.

### Défenseur de la liberté religieuse
Quelques mois plus tard, à la demande de la direction de l'Église adventiste du septième jour, Jean Nussbaum représenta les religions monothéistes, à savoir les juifs, les chrétiens et les musulmans, à un débat autour d'un projet de réforme universelle du calendrier grégorien, connu comme le calendrier fixe, présenté en octobre 1931 durant la session plénière de la quatrième Conférence internationale des transports et des communications organisée à Genève par la Société des Nations. Les délégations des religions monothéistes firent face à de nombreuses difficultés pour faire valoir leur point de vue. Le vote en faveur de la réforme du calendrier sembla inéluctable. Mais Joseph Herman Hertz, grand rabbin de la communauté juive dans l'Empire britannique, rapporte que Nussbaum fit une " magistrale intervention " qui convainquit les délégués d'abandonner ce projet qui aurait parfois affecté la régularité des jours de culte et des fêtes religieuses,.
Nussbaum développa de nombreuses amitiés avec d'importantes personnalités politiques, religieuses et intellectuelles de divers pays. Il aida le pape Pie XII, et ce depuis le temps où il était encore le cardinal Pacelli, à développer une défense efficace contre le projet de réforme du calendrier,. Quand Dr Reichl, un commandant allemand de la kommandantur qui occupait Paris durant la Seconde Guerre mondiale, lui fit savoir qu'Hitler avait donné l'ordre de fermer toutes les églises baptistes pour cause de subversion politique, Nussbaum prit courageusement la défense de son ami, le pasteur Marc Boegner, le président du comité national de l'Église réformée et de la Fédération protestante de France, qui était inscrit sur la liste noire des services secrets allemands, et fournit dans un rapport au Dr Reichl des preuves contre toutes les accusations. Grâce à sa diplomatie habile, Boegner échappa à plusieurs reprises à une arrestation de la part des Allemands et à une exécution.
Surpris, Reichl demanda à Nussbaum pourquoi il défendait des groupes religieux différents du sien, dont il ne partageait pas toujours les convictions. Nussbaum répondit : « Vous savez que je ne défends pas des Églises, mais seulement un principe : le principe de la liberté religieuse ».            

### Fondateur de l'AIDLR
Jean Nussbaum consacra une partie de son temps à soutenir les efforts de l'Église adventiste en faveur de la liberté religieuse, collaborant avec IRLA, ce qui l'amena à rencontrer des personnalités politiques et religieuses dans de nombreux pays. Au fil des années, il se rendit dans ce but, en plus de la France, en Bulgarie, en Hongrie, en Pologne, en Roumanie, en Yougoslavie, en Espagne, en Éthiopie, en Grande-Bretagne, en Grèce et en Italie. Il effectuera des démarches pour des protestants, des catholiques ou des orthodoxes en difficulté, ce qui lui valut l'admiration et l'affection du patriarche œcuménique Athenagoras.
En avril 1945, Nussbaum assista à la convention des Nations unies à San Francisco, dont le but était de remplacer la Société des Nations. Le Conseil économique et social fut alors créé pour traiter des questions touchant aux droits de l'homme. À cette occasion, Nussbaum rencontra Eleanor Roosevelt, la veuve de Franklin Delano Roosevelt, l'ancien président des États-Unis, avec qui il partageait des points de vue identiques,. 
Leur collaboration se renforça les années suivantes. Quand Nussbaum se rendait aux États-Unis, au moins une fois par an,  Eleanor Roosevelt le recevait chez elle. Et quand elle était de passage à Paris, elle passait le voir et dînait chez lui, à l'avenue de la Grande-Armée. Quand Nussbaum fonda l'Association Internationale pour la Défense de la Liberté Religieuse (AIDLR) en 1946, c'est donc naturellement qu'elle accepta d'être présidente de son comité d'honneur qui comprenait des personnalités éminentes : des diplomates, des académiciens, des juristes et des politiques tels que Édouard Herriot, Paul Claudel, Georges Duhamel, André Siegfried, le duc Louis de Broglie ou Jean Rostand. Il expliqua que le but de l'AIDLR est 
« de répandre dans le monde les principes de cette liberté fondamentale [la liberté religieuse] et de défendre par tous les moyens légitimes le droit de tout homme de pratiquer le culte de son choix ou de n'en pratiquer aucun. Notre association ne représente aucune Église particulière, ni un parti politique. Elle s'est donné pour tâche de réunir toutes les forces spirituelles pour combattre l'intolérance et le fanatisme dans toutes leurs manifestations. Tous les hommes, quelles que soient leurs origines ethniques, leur couleur, leur nationalité ou leur religion, sont conviés à cette croisade contre le sectarisme s'ils sont épris d'un idéal de liberté. […]
Nous ne nous adressons pas seulement aux chrétiens de toute la terre, mais aux croyants de toutes les religions et nous espérons même que notre appel sera aussi entendu par ceux qui n'en ont pas. Pourquoi ne se joindraient-ils pas à nous ? Si nous leur demandons de respecter nos opinions, nous sommes prêts à respecter les leurs, et nous défendrons leurs droits avec autant d'ardeur que les nôtres, car nous ne défendons pas des intérêts ou des Églises mais un principe dont l'application doit s'étendre à l'humanité tout entière, sans aucune restriction. »

### Autres initiatives
Jean Nussbaum fut un promoteur des huit principes de la santé préconisés par l'Église adventiste. De 1927 à 1939, il fut le rédacteur en chef de Vie et Santé, une revue adventiste mensuelle sur la santé holistique, le premier magazine français de ce genre. Il présenta régulièrement des conférences publiques sur la santé dans les principales villes françaises, déclarant à ses auditeurs : " Étudiez les lois naturelles de la santé. Soumettez-vous à ces lois et elles vous garderont en bonne santé ". Par sa pratique du végétarisme, il suscita fréquemment la curiosité des personnalités qui déjeunèrent avec lui. Ils s'étonnaient que cet homme robuste ne consomme pas du tout de viande. Certains s'y essayèrent après ses explications. De 1959 à 1967, Nussbaum fut aussi président de la Société anti-tabac -- aujourd'hui le Comité national contre le tabagisme, -- fondée en 1868 pour combattre les habitudes tabagiques des Français,.  
À partir de 1946, Nussbaum présenta durant une dizaine d'années une émission hebdomadaire intitulée « Conscience et liberté » sur les ondes de Radio Monte-Carlo. Des hommes d'État et des diplomates y prirent la parole, ainsi que des spécialistes sur la liberté religieuse comme l'historien Émile Léonard, ou Michèle-Marie Morey et Raoul Stéphan, des professeurs agrégés à l'université de la Sorbonne.   
En 1948, Nussbaum lança Conscience et liberté, une revue sur la liberté religieuse, publiant lui-même les trois premiers numéros. Dès le départ, la ligne éditoriale de ce magazine fut à caractère académique. Des auteurs de tous les horizons académiques, politiques et religieux participèrent à sa publication.
Nussbaum arrêta ses activités quelques mois avant sa mort. Le 29 octobre 1967, il mourut d'une crise cardiaque à soixante-dix-neuf ans.

#### Livre
- Science et Cuisine, Éditions Vie et Santé, 1936